# Infinity on High
Infinity on High é o terceiro álbum de estúdio da banda norte-americana Fall Out Boy, lançado em 2007. Ele é uma continuação do álbum de 2005 From Under the Cork Tree. Originalmente planejado para ser lançado no final de 2006, mas o líder vocal Patrick Stump disse em uma entrevista à revista Kerrang! que a data de lançamento da versão européia do álbum havia sido mudada para 5 de Fevereiro de 2007. Infinity on High chegou ao primeiro lugar do U.S. Billboard 200.
O título do álbum foi tirado de uma carta de 1888 de Vincent van Gogh para seu irmão Theo. Na carta, van Gogh descreve sua saúde renovada e o vigor restaurado em suas pinturas. O trecho que inspirou o título foi "Be clearly aware of the stars and infinity on high. Then life seems almost enchanted after all", que significa, em português, "Esteja claramente ciente das estrelas e da infinidade em sua elevação. Então a vida parecerá mudar em boa parte após tudo.
O Fall Out Boy gravou "Thriller", "The Take Over, the Breaks Over," e "This Ain't a Scene, It's an Arms Race" em TRL na data de lançamento do álbum estadunidense, 6 de Fevereiro.

## Faixas
1. "Thriller"  – 3:29
2. ""The Take Over, The Breaks Over"" – 3:33
3. "This Ain't a Scene, It's an Arms Race" – 3:32
4. "I'm Like A Lawyer with the Way I'm Always Trying to Get You Off (Me + You)" – 3:31
5. "Hum Hallelujah" – 3:50
6. "Golden" – 2:32
7. "Thnks fr th Mmrs" – 3:23
8. "Don't You Know Who I Think I Am?" – 2:51
9. "The (After) Life of the Party" – 3:21
10. "The Carpal Tunnel of Love" – 3:23
11. "Bang the Doldrums" – 3:31
12. "Fame < Infamy" – 3:06
13. "You're Crashing, But You're No Wave" – 3:42
14. "I've Got All This Ringing in my Ears and None on my Fingers" – 4:06

Faixas bônus:
1. "G.I.N.A.S.F.S." – 3:17
2. "It's Hard to Say 'I Do', When I Don't" – 3:23

No Brasil foi adicionada a música "Dance Dance", do álbum "From Under The Cork Tree"

## Créditos
- Andy Hurley – Bateria
- Joe Trohman – Guitarra, vocal de apoio
- Patrick Stump – Vocal, guitarra, piano em "Golden"
- Pete Wentz – Baixo, vocal de apoio, teclados em "Thnks Fr Th Mmrs", vocal em "The Carpal Tunnel of Love"
- Jay-Z – Intro em "Thriller"
- Chad Gilbert (dos New Found Glory) – Guitarra em ""The Take Over, the Breaks Over""
- Ryan Ross (dos Panic at the Disco) – Guitarra em ""The Take Over, the Breaks Over""
- Butch Walker– Vocal convidado em "You're Crashing, But You're No Wave"; vocal em "This Ain't a Scene, It's an Arms Race", "Hum Hallelujah" e "Bang the Doldrums"
- Sofia Toufa - Vocal em "This Ain't a Scene, It's an Arms Race", "Hum Hallelujah" e "Bang the Doldrums"
- Rahul Ramburn - Vocal em "This Ain't a Scene, It's an Arms Race", "Hum Hallelujah" e "Bang the Doldrums" e vocal de apoio em "Thnks Fr Th Mmrs"
- Lindsey Blaufarb - Vocal em "This Ain't a Scene, It's an Arms Race", "Hum Hallelujah" e "Bang the Doldrums"
- Kenneth "Babyface" Edmonds - Bandolim em "Thnks fr th Mmrs" e órgão em "I'm Like a Lawyer with the Way I'm Always Trying to Get You off (Me & You)"
- Ken Wiley - Corneta
- Nick Lane - Trombone
- Darrell Leonard - Eufónio
- Guy Bettison - Flauta

## Ver Também
- Fall Out Boy
- Posições e certificações do álbum